# Dodekadodekaeder
| Dodekadodekaeder                                | Dodekadodekaeder                                     |
| ----------------------------------------------- | ---------------------------------------------------- |
|                                                 |                                                      |
| Vrsta                                           | uniformni zvezdni polieder                           |
| Elementi                                        | F = 24, E = 60, V =30 ({\displaystyle \chi \,} = -6) |
| Stranske ploskve po stranicah                   | 12{5}+12{5/2}                                        |
| Wythoffovi simboli                              | 2 \| 5 5/2 2 \| 5 5/3 2 \| 5/2 5/4 2 \| 5/3 5/4      |
| Simetrijska grupa                               | Ih, [5,3], *532                                      |
| Bowersov akronim                                | Did                                                  |
| Sklici                                          | U36, C45, W73                                        |
| srednji rombski triakontaeder (dualni polieder) | (5.5/2.5.5/2) slika oglišč                           |

Dodekadodekaeder je uniformni zvezdni polieder, ki ima oznako (indeks) U36. 

## Wythoffove konstrukcije
Ima štiri Wythoffove konstrukcije med štirimi družinami Schwarzevih trikotnikov 2 | 5 5/2, 2 | 5 5/3, 2 | 5/2 5/4, 2 | 5/3 5/4, ki pa dajo enak rezultat. 
Podobno ga lahko podamo s štirimi razširjenimi Schläflijevi simboli t1{5/2,5}, t1{5/3,5}, t1{5/2,5/4} in t1{5/3,5/4}. Lahko ga podamo tudi s štirimi Coxeter-Dinkinovimi diagrami , ,  in  .

## Sorodni poliedri
Konveksna ogrinjača je ikozidodekaeder. Ima isto razvrstitev robov kot mali dodekahemiikozaeder, ki ima skupne pentagramske stranske ploskve in veliki dodekahemiikozaeder, ki pa ima skupne petkotne stranske ploskve
| Dodekaeder                 | Mali dodekahemiikozaeder        |
| Veliki dodekahemiikozaeder | Ikozaeder (konveksna ogrinjača) |

| Ime                      | Mali zvezdni dodekaeder | Prisekan zvezdni dodekaeder | Dodekaeder | Prisekan veliki dodekaeder | Veliki dodekaeder |
| ------------------------ | ----------------------- | --------------------------- | ---------- | -------------------------- | ----------------- |
| Coxeter-Dinkinov diagram |                         |                             |            |                            |                   |
| Slika                    |                         |                             |            |                            |                   |